# Diospyros glabrata
Diospyros glabrata är en tvåhjärtbladig växtart som först beskrevs av Otto Warburg, och fick sitt nu gällande namn av André Joseph Guillaume Henri Kostermans. Diospyros glabrata ingår i släktet Diospyros och familjen Ebenaceae. Inga underarter finns listade i Catalogue of Life.